# 伊洛維齊亞河

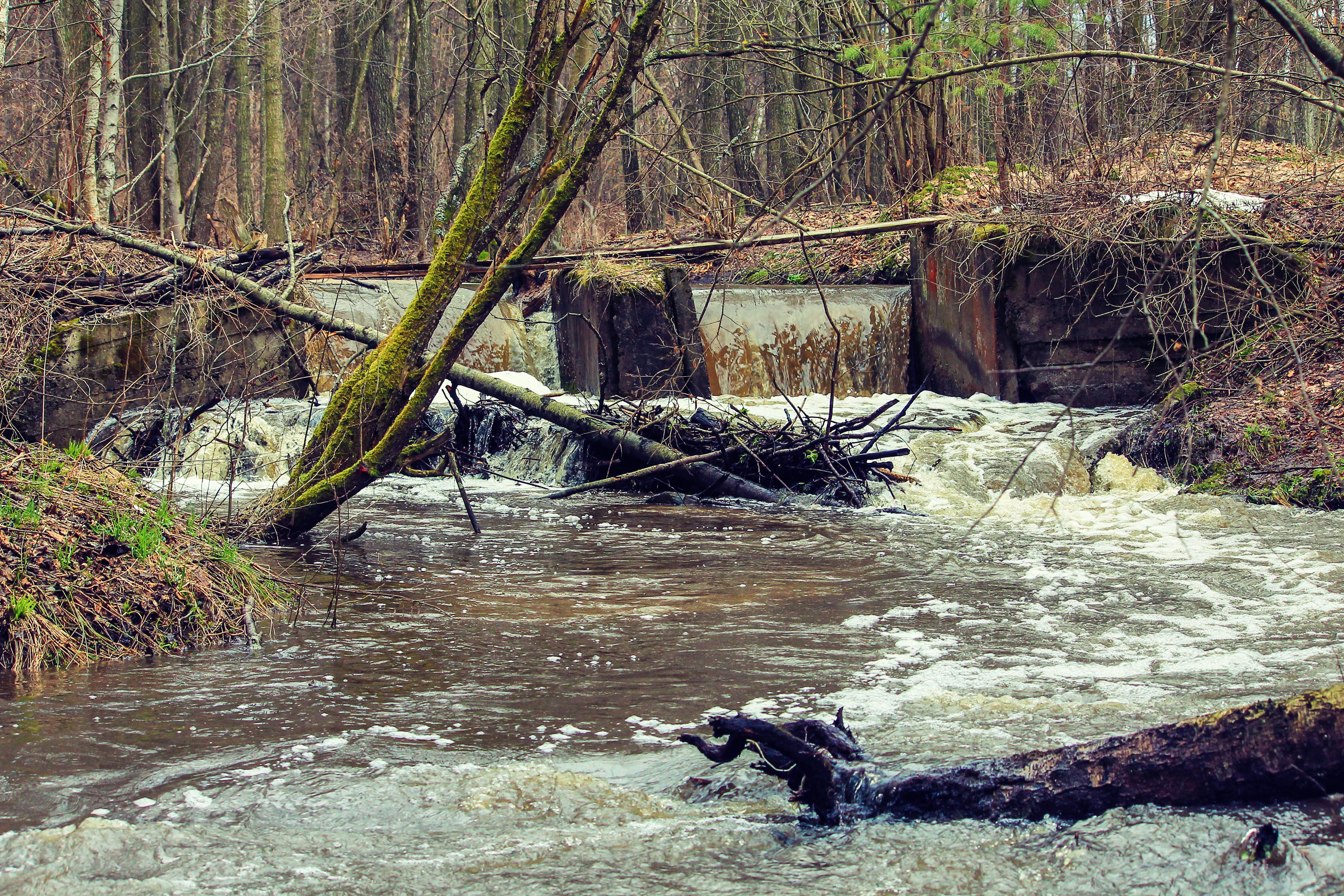

伊洛維齊亞河（烏克蘭語：Іловиця），是烏克蘭的河流，位於該國西北部，屬於塔爾塔奇卡河的左支流，發源自小伊洛維齊亞東北面，流經捷爾諾波爾州和羅夫諾州，河道全長20公里。